# Potyond, Győr-Moson-Sopron
Potyond  este un sat în districtul Csorna, județul Győr-Moson-Sopron, Ungaria, având o populație de 99 de locuitori (2011). 

## Demografie
Componența etnică a satului Potyond
     Maghiari (93,48%)
     Germani (6,52%)
Componența confesională a satului Potyond
     Romano-catolici (32,32%)
     Luterani (28,28%)
     Fără religie (14,14%)
     Necunoscută (25,25%)
Conform recensământului din 2011, satul Potyond avea 99 de locuitori. Din punct de vedere etnic, majoritatea locuitorilor (93,48%) erau maghiari, cu o minoritate de germani (6,52%). Nu există o religie majoritară, locuitorii fiind romano-catolici (32,32%), luterani (28,28%) și persoane fără religie (14,14%). Pentru 25,25% din locuitori nu este cunoscută apartenența confesională.